# Milan Rundić
Milan Rundić (sinh ngày 29 tháng 3 năm 1992) là một hậu vệ bóng đá Serbia hiện tại thi đấu cho câu lạc bộ Fortuna Liga ŠK Slovan Bratislava.

## Sự nghiệp câu lạc bộ

### AS Trenčín
Anh đến AS Trenčín vào mùa hè 2013 cùng với đồng đội Haris Hajradinović từ câu lạc bộ Croatia NK Inter Zaprešić. Anh ký hợp đồng 3 năm như Haris Hajradinović Rundić ra mắt cho FK AS Trenčín trước ŠK Slovan Bratislava ngày 28 tháng 4 năm 2013.